# Конопкін Митрофан Михайлович
Митрофан Михайлович Конопкін (23 лютого 1906 — 23 лютого 1984) — український радянський діяч, залізничник, новатор, машиніст депо Красний Лиман-сортувальна Північно-Донецької залізниці. Кандидат у члени ЦК КП(б)У в червні 1938 — серпні 1946 р та січні 1949 — лютому 1960 р. Член ЦК КП(б)У в серпні 1946 — січні 1949 р.

## Життєпис
Народився в багатодітній родині машиніста залізниці.
Член ВКП(б) з 1929 року.
З 1930-х років — машиніст депо Красний Лиман-сортувальна Північно-Донецької залізниці Донецької (Сталінської) області.
Був ініціатором водіння поїздів за кільцевим графіком. Водив поїзди до міста Харкова вагою 5 000 т при нормі 2 200 т., при цьому був збільшений добовий пробіг локомотива у середньому на 56%. У липні 1940 року провів поїзд дільницею Основа—Красний Лиман (177 км) без жодної зупинки для набору води та чищення топки паровоза.
З 1944 року — старший машиніст депо Красний Лиман-сортувальна Північно-Донецької залізниці Сталінської області.
Наприкінці 1950-х років вийшов на пенсію.

## Нагороди
- орден Трудового Червоного Прапора (23.11.1939)
- значок «Ударник сталінського призову»
- значок «Почесному залізничнику»